# Filippo Galli (poeta)
Filippo Galli, noto anche con lo pseudonimo di Filenio Gallo (Monticiano, 1465 circa – Monte San Savino, 26 novembre 1503), è stato un religioso e poeta italiano.

## Biografia
Le uniche notizie biografiche certe su Filippo Galli sono collegate alla sua appartenenza all'Ordine di Sant'Agostino: non si conosce la data del suo ingresso nell'ordine, ma nel 1485 fu nominato cursore a Siena, nel 1486 fu trasferito a Padova dove iniziò gli studi di teologia e nel 1489 fu promosso lettore ("magister studentium") nel convento di Venezia. Dal 1494 proseguì nello Studio agostiniano di Padova gli studi per il conseguimento del baccellierato, il primo grado accademico, che ottenne nel 1497. Non si sa quando fu dichiarato magister; ma veniva chiamato magister in un documento del 1501. Morì appena due anni dopo, secondo l'annotazione del nipote giurista Jacomo di Matteo Pelozzi da Monticiano, «in Siena nel convento di Monte San Savino, detto di S. Agostino».
Filippo Galli fu autore di componimenti poetici in lingua volgare, essenzialmente di natura bucolico-amorosa, scritti con lo pseudonimo di "Filenio Gallo"; furono pubblicati quasi tutti postumi e quasi tutti difficilmente databili. La sua poesia cadde nell'oblio e per lungo tempo fu dimenticata dagli studiosi fino ai primi anni del XIX secolo, quando William Roscoe richiamò l'attenzione su di lui, esaminando un codice contenente alcune sue poesie. Roscoe pensava che Filenio fosse napoletano. Nel 1894 Erasmo Pèrcopo mise in rapporto Filenio con Pietro Iacopo De Gennaro, un poeta napoletano imitatore del Sannazaro, e concluse che sia Filenio sia De Gennaro fossero stati i primi imitatori dell'Arcadia di Jacopo Sannazaro. Inizialmente anche Pèrcopo pensava che Filenio fosse napoletano; ma la scoperta da parte sua di due manoscritti cartacei del XVI secolo nella Biblioteca Palatina di Parma (n. 699 e n. 701) gli permisero di identificarne l'origine senese. Gli studi condotti nel XX secolo da Maria Corti e da Maria Antonietta Grignani hanno permesso di precisare meglio i rapporti cronologici fra Filenio e Sannazaro permettendo di affermare che, a differenza di quanto avesse ipotizzato Pèrcopo, è stato il Sannazaro a essere stato influenzato dal Gallo, e non viceversa.

## Opere
Secondo la sistemazione fatta da Maria Antonietta Grignani, la produzione poetica di Filenio Gallo comprende due raccolte principali ("A Lilia" e "A Safira"), che sembrano essere state composte entrambe durante il soggiorno in Veneto del poeta. Sempre a Venezia scrisse un poemetto dedicato a Caterina Cornaro e varie altre poesie, molte delle quali d'occasione.
- "A Lilia" è una raccolta di 129 componimenti poetici: sonetti, barzellette, ternari e strambotti che, con l'omonima egloga, formano un canzoniere amoroso. Lilia è una pastorella capricciosa che si concede e poi si nega al proprio innamorato Filenio, che esaspera fino a indurlo al suicidio, da cui però lo salva.
- "A Safira" è una raccolta di 265 componimenti (sonetti, sestine, strambotti con una canzone, una ballata e una barzelletta), oltre all'egloga omonima. L'egloga, composta prima del 1484, è preceduta da un prologo, contenente una dedica a un "Signor mio honorandissimo" non identificato. Filenio confida a Saphira, giovane donna virtuosa, i suoi problemi amorosi per Lucida, una giovane bella e crudele la quale, dopo averlo inizialmente illuso, lo tradisce e lo fa soffrire al punto di fargli desiderare la morte. L'egloga, di intento allegorico e morale, fu fonte d'ispirazione per Jacopo Sannazaro.